# Al Gallodoro
Alfred J. „Al“ Gallodoro (* 20. Juni 1913 in Chicago, Illinois; † 4. Oktober 2008) war ein US-amerikanischer Jazzmusiker (Saxophon, Klarinette)  und Bandleader.

## Leben und Wirken
Gallodoro wuchs in Birmingham (Alabama) auf. Seine Musikerkarriere, die über achtzig Jahre umfasste, begann er 1926 in einer Vaudeville-Show im Birminghamer Lyric Theatre. Er arbeitete zunächst in Alabama, später in New Orleans, wo seine Eltern ab 1927 lebten. Mit 15 Jahren trat er als Altsaxophonist und Klarinettist im Orchester des Orpheum Theater auf; er begleitete dabei Künstler wie Bob Hope, Edgar Bergen und Milton Berle. Anfang der 1930er Jahre zog er nach New York, wo er zunächst als freischaffender Musiker arbeitete, darunter als Saxophonist mit dem Isham Jones Orchestra. Von 1936 bis 1940 war er Mitglied des Paul Whiteman Orchestra als Solist auf dem Altsaxophon und der Klarinette. Da er daneben auch Bassklarinette spielte, erhielt er den Spitznamen Triple Threat.
Nach der Auflösung des Whiteman-Orchesters arbeitete Gallodoro bis 1947 bei der Radiostation WJZ; daneben war er im NBC Symphony Orchestra mit Arturo Toscanini, Leopold Stokowski und Frank Black tätig. 1954 erschien bei Columbia Records die Easy-Listening-LP The Immortal Freddy Gardner and Al Gallodoro. Um 1965 spielte er im Charles Magnante Orchester. Ab 1967 arbeitete er wieder freischaffend als Studiomusiker für Plattenlabel, Radio- und Fernsehstudios; ab 1981 lebte er in Oneonta (New York), wo er unterrichtete und mit lokalen Gruppen arbeitete. 1999 erschien sein Album Al Gallodoro with The Beau Hunks – Out of Nowhere. Gallodoro wirkte von 1937 bis 1999 bei 37 Aufnahmesessions mit.